# Europan
Europan ist die größte europäische Wohn- und Städtebauwettbewerbs-Initiative für junge Architekten und führt im Zwei-Jahres-Rhythmus den gleichnamigen Architektur und Städtebauwettbewerb zu aktuellen Themen mit Schwerpunkt auf Wohnungsbau durch.

## Struktur der Initiative
Die Initiative wurde 1989 gegründet und wird von 19 europäischen Staaten getragen. Veranstalter dieser Wettbewerbe ist der Verein „Europan Europe“ mit Sitz in Paris, der die europäische Dachorganisation eines Verbundes nationaler Europan-Organisationen bildet. Präsidentin des Vereins ist derzeit die ehemalige Bürgermeisterin von Lausanne, Yvette Jaggi.
Die jeweiligen nationalen Organisationen bestehen aus Vertretern öffentlicher Verwaltungen, Städten und Kommunen, sowie Vertretern der Bauherren- und Architektenschaft.
Die Deutsche Sektion EUROPAN – Deutsche Gesellschaft zur Förderung von Architektur, Wohnungs- und Städtebau e.V. hat ihren Sitz in Berlin.
Die Initiative verfügt über ein Netzwerk aus Fachleuten, Architekten, Stadtplanern und rund 250 europäischen Städten, die gemeinsam die Themen erarbeiten und analysieren und aus deren Reihen auch die Jurys besetzt werden.

## Ziele des Wettbewerbs
Ziel des Wettbewerbs ist es, innovative und experimentelle Ansätze für Standorte zu finden, die von europäischen Städten vorgeschlagen werden und den Dialog über Architektur und Städtebau lokal wie international zu fördern, sowie talentierte junge Architekten von der Bekanntmachung bis zur Realisierung ihrer Ideen zu unterstützen. Des Weiteren soll der Wettbewerb den teilnehmenden Kommunen und Kreativen helfen, europaweite Netzwerke aufzubauen und somit, so die Idee, Synergieeffekte zu nutzen.
Die Teilnehmer müssen unter 40 Jahre alt sein. Sie können sich zu Arbeitsgemeinschaften zusammenschließen und z. T. auch mehrere Standorte parallel bearbeiten. In jedem Land kürt eine nationale Jury die Preisträger für die jeweiligen Standorte.
Europan bietet jungen europäischen Architekten die Möglichkeit, sich außerhalb des gewöhnlichen Wettbewerbswesens, mit außergewöhnlichen Entwürfen international von sich reden zu machen. Dies wird begünstigt durch die Möglichkeit, auch Standorte außerhalb der eigenen Landesgrenze zu bearbeiten, sowie die große Aufmerksamkeit, die der Wettbewerb und dessen Publikationen in Fachkreisen genießt. Unter den bisherigen Preisträgern waren auch einige heute bekannte Büros wie Riegler Riewe (Graz, Österreich), MVRDV (Niederlande), NL Architects (Niederlande), Njiric & Njiric (Kroatien) oder nbundm* (Ingolstadt, München). Zu den durchgeführten Realisationen gehört u. a. Sozialwohnungsbau in Kempten von Hild & Kaltwasser aus München – Europan 1, 1993.

## Themen der bisherigen Wettbewerbe
- Europan 01 (1989–1990): Entwicklung der Lebensweisen und Architektur des Wohnens
- Europan 02 (1990–1991): Die Stadt bewohnbar machen – Wiedergewinnung urbaner Räume
- Europan 03 (1992–1994): Zuhause in der Stadt – Urbanisierung städtischer Quartiere
- Europan 04 (1994–1996): Die Stadt über der Stadt bauen – Umwandlung zeitgenössischer Gebiete
- Europan 05 (1997–2000): Mobilität und Nähe – Neue Landschaften urbanen Wohnens
- Europan 06 (2000–2002): Zwischenorte – Architektur im Prozess zur urbanen Erneuerung
- Europan 07 (2003–2004): suburban challenge – Urbane Intensität und Vielfalt des Wohnens
- Europan 08 (2004–2006): european urbanity – Strategien und Lösungen für die Zukunft der europäischen Stadt
- Europan 09 (2006–2008): european urbanity – Nachhaltige Stadt und neue urbane Räume
- Europan 10 (2009–2011): Inventing Urbanity: Regeneration – Revitalisation – Colonization
- Europan 11 (2011–2012): Städtische Gebiete und Lebensmodelle im Einklang – welche Architektur für nachhaltige Städte?
- Europan 12 (2013–2014): Adaptable City
- Europan 13 (2015–2016): Adaptable City II
- Europan 14 (2017–2018): The Productive City
- Europan 15 (2019–2020): The Productive City II
- Europan 16 (2021–2022): Living Cities - Lebendige Städte